# Dietmar Linke

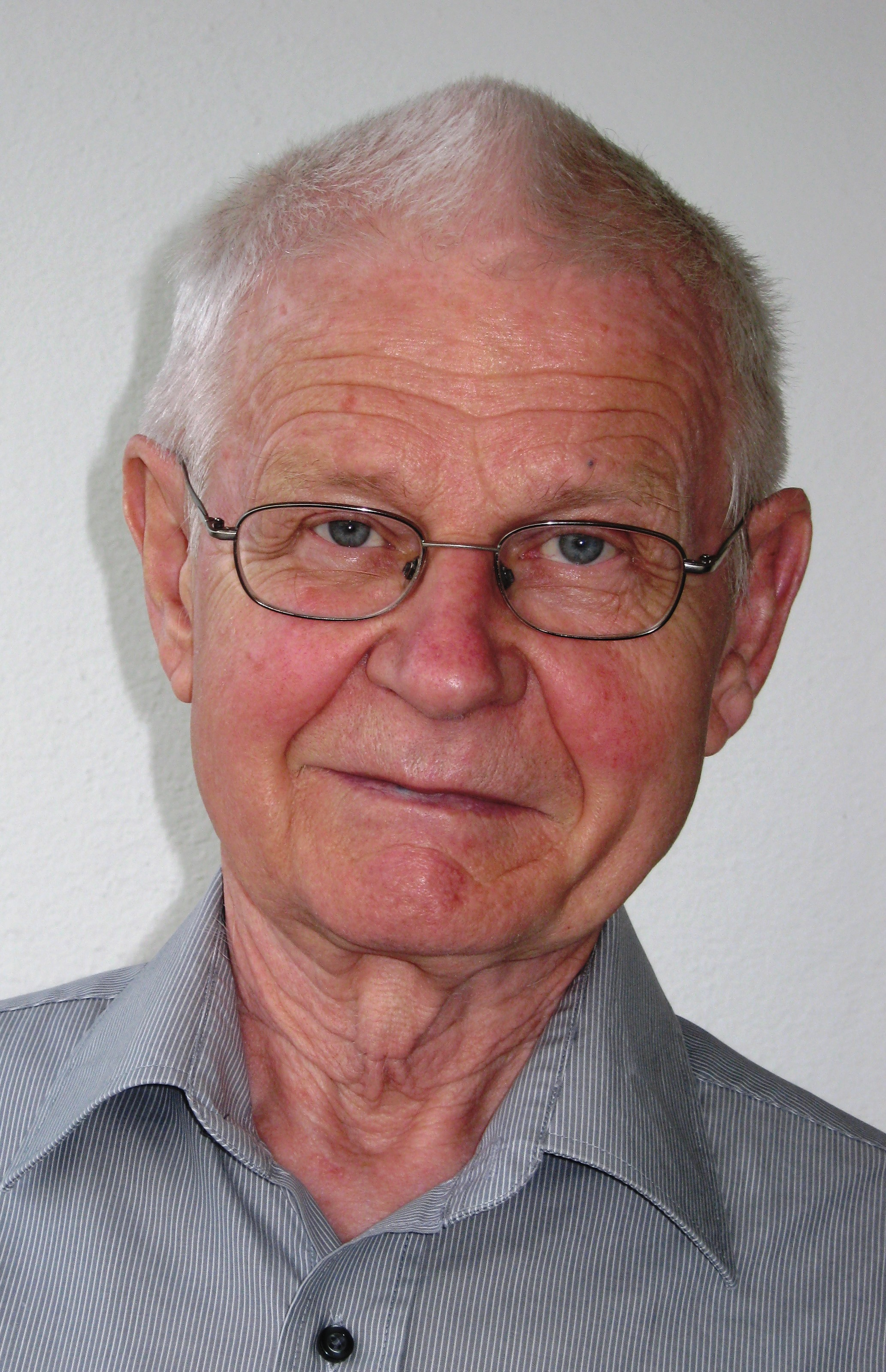
Dietmar Linke (2021)

Dietmar Linke (* 11. März 1940 in Auscha/Úštěk, Tschechische Republik) ist ein deutscher Chemiker und Chemiehistoriker, der in Jena, Berlin und Cottbus wirkte und ein umfangreiches Werk zur Anorganischen Festkörperchemie und zur Wissenschaftsgeschichte vorgelegt hat. Seine Forschungsschwerpunkte betrafen Komplexchemie in Lösung, Materialforschung zu unkonventionellen Gläsern und zur Hochleistungskeramik. Seit 2005 ist er im Ruhestand.

## Leben und Wirken
Dietmar Linke wurde in Auscha im nördlichen Böhmen (Tschechien) als zweites Kind von Maria Linke (1908–1988), geb. Stauber und Wilfried Linke (1910–1987) geboren. Zu dieser Zeit gehörte die Stadt nach dem Münchner Abkommen von 1938 zum Kreis Leitmeritz im Sudetenland des Deutschen Reiches. Nach der Ausweisung der Sudetendeutschen kam die Familie 1945 nach Gera in Thüringen, wo Linke im Jahre 1958 das Abitur ablegte.
Von 1958 bis 1963 studierte er Chemie an der Friedrich-Schiller-Universität Jena. Zu seinen bekannten Hochschullehrern gehörten Lothar Kolditz, Günther Drefahl (1922–2013), Heinz Dunken (1912–1974) und Alfred Rieche (1902–2001). Er eignete sich hier ein breites Wissen an, das von der Koordinationschemie in Lösung bis zur Festkörperchemie von Gläsern reichte.
Dietmar Linke promovierte in Jena im Jahre 1969 bei Egon Uhlig. Danach wurde er Oberassistent an der im Rahmen der 3. Hochschulreform von 1968 gegründeten Sektion Chemie der Uni Jena. Hier war der neue Wissenschaftsbereich „Anorganische Festkörperchemie“ entstanden, in dem Linke nach der Promotion seine wissenschaftliche Betätigung fand. Zehn Jahre später schloss er dort bei Adalbert Feltz, dem Leiter des Wissenschaftsbereiches, seine Habilitation ab. Dieser Zeitraum war auch eine Phase enger Forschungskooperationen mit der regionalen Glasindustrie der Unternehmen Zeiss und Schott. Zugleich war es eine publikationsreiche Zeit und der Beginn seiner Arbeiten zu chemiehistorischen Themen, z. B. erschienen seine ersten Veröffentlichungen zu Johann Wolfgang Döbereiner.
1979 folgte Linke einer Berufung auf eine Stelle als Hochschuldozent für anorganische Chemie an die Humboldt-Universität zu Berlin (HUB). Gleichzeitig hielt er Vorlesungen zur Geschichte der Chemie. Im Jahre 1981 weilte er zu einem halbjährigen Forschungsaufenthalt an der Universität Bordeaux I bei Paul Hagenmuller (1921–2017) und erlangte dort eine spezielle Qualifikation auf dem Gebiet der Festkörper-Fluorchemie.
Linke wechselte 1982 zur Akademie der Wissenschaften der DDR (AdW) an das Zentralinstitut für Anorganische Chemie (ZIAC) nach Berlin-Adlershof (Direktor: Lothar Kolditz). Dort wurde die Abteilung „Keramische Werkstoffe“ ausgebaut, deren Leitung Dietmar Linke anvertraut wurde (1982–1991). Ab 1984 war er dort Professur für Anorganische Chemie. In seiner wissenschaftlichen Arbeit wurde er besonders von Joachim Wiegmann, Torsten Rabe und Wolfgang Schiller unterstützt.
Im Zuge der deutschen Wiedervereinigung erfolgte die Auflösung der AdW der DDR zum Jahresende 1992 und die Abwicklung des Zentralinstituts für Anorganische Chemie (ZIAC), wobei Teile davon in der Bundesanstalt für Materialforschung sowie in privaten Unternehmungen fortgeführt wurden.
Dietmar Linke übernahm daher neue Aufgaben:
- Im Wissenschaftler-Integrations-Programm die Leitung des Förderprojektes „Siliciumnitrid-Keramik“
- Vertretungsprofessuren für analytische und organische Chemie
- Geschäftsführender Leiter Chemie an der Brandenburgischen Technischen Universität Cottbus (BTUC)
- Von 1995 bis 2005 Universitätsprofessor und Lehrstuhlinhaber für Anorganische Chemie (Forschungsschwerpunkt: Ingenieurkeramik) an der BTUC in Cottbus.

Seit 1999 ist Linke zugewähltes Mitglied der Leibniz-Sozietät der Wissenschaften zu Berlin. Hier übte er ehrenamtlich von 2006 bis 2010 die Funktion des Schatzmeisters aus. Anschließend war er von 2012 bis 2015 einer der beiden Vizepräsidenten. Für seine Aktivitäten in der Leibniz-Sozietät wurde er 2015 mit der Daniel-Ernst-Jablonski-Medaille ausgezeichnet. Mit seinen fotografischen Arbeiten für die Leibniz-Sozietät trägt er zur Außenwirkung der Gelehrtengesellschaft sowie zur Dokumentation ihres wissenschaftlichen Lebens bei.
Dietmar Linke bewahrte sich sein Interesse an der Geschichte der Chemie seit seinen Jahre in Jena, so im Vorstand der Fachgruppe „Geschichte der Chemie“ in der Gesellschaft Deutscher Chemiker und in seinen Publikationen auf diesem Gebiet.
Linke ist seit 1965 mit der bulgarischen Studienkollegin Ina Gümüschewa (geb. 1939) verheiratet, die 1975 gleichfalls an der FSU, mit einer Arbeit zu halbleitenden Oxidgläsern, zum Dr. rer. nat. promoviert wurde. Das Paar hat drei Kinder.

## Mitgliedschaften und Ehrungen (Auswahl)
- Gesellschaft Deutscher Chemiker
- Gelehrtenakademie Leibniz-Sozietät der Wissenschaften zu Berlin
- Daniel-Ernst-Jablonski-Medaille (2015).
- Ehrenkolloquien der Leibniz-Sozietät in Berlin zum 75. und zum 80. Geburtstag

## Ausgewählte Veröffentlichungen
Die wissenschaftlichen Leistungen von Dietmar Linke sind in etwa 150 wissenschaftlichen Beiträgen veröffentlicht.
Lexika/Fachbücher
- R. Gärtner, H. Küstner, D. Linke, G. Wolf (Hrsg.): a) "Kleine Enzyklopädie Natur", VEB Bibliogr. Inst. Leipzig, 1. Aufl. 1987, 752 S., ISBN 3-323-00110-9
- Ch. Weißmantel, R. Lenk, W. Forker, D. Linke (Hrsg.): a) Kleine Enzyklopädie Struktur der Materie, VEB Bibliogr. Inst. Leipzig, 1. Aufl. 1982, b) Kleine Enzyklopädie Atom- und Kernphysik, Struktur der Materie, Lizenzausgabe Verlag H. Deutsch, Thun/Frankfurt a. Main, 1. Aufl. 1983. ISBN 3-87144-667-X
- D. Linke, Bildredaktion zu: S. Engels, R. Stolz, W. Göbel, F. Nawrocki, A. Nowak (Hrsg.) "ABC – Geschichte der Chemie", VEB Dt. Verl. Grundstoffind., Leipzig 1989, 512 S. ISBN 3-342-00118-6

- Gerd Blumenthal, Dietmar Linke, Siegfried Vieth: Chemie – Grundwissen für Ingenieure (Lehrbuch). Teubner Verlag, Wiesbaden 2006, 583 S., ISBN 978-3-519-03551-0.

Sonstige Publikationen
- D. Linke, E. Uhlig: "Zum Einfluß der Zusammensetzung gemischter Lösungsmittel auf die Stabilitäts- und Bildungskonstanten von Kupfer(II)- und Nickel(II)-Komplexen substituierter 1,2-Dioxime", Z. anorg. allg. Chem. 422 (1976) 243–254.
- D. Linke: "Johann Wolfgang Döbereiner und sein Beitrag zur Chemie des 19. Jahrhunderts", Z. Chem. (Leipzig) 21 (1981) 9, S. 309–319.
- D. Linke: "Eigenschafts-Korrelationen bei Chalkogenidgläsern X. Struktureinflüsse auf das spannungsoptische Verhalten von infrarotdurchlässigen Chalkogenidgläsern", Z. anorg. allg. Chem. 540/541 (1986) 9/10, S. 142–162.
- D. Linke: "Anfänge und Entwicklung der anorganischen Festkörperchemie an der Universität Jena", in: Hallpap, Peter (Hrsg.), Geschichte der Chemie in Jena im 20. Jh., Materialien III, S. 45–61, FSU Jena 2006. ISBN 978-3-8100-1300-2
- D. Linke: Hochleistungskeramik an der Akademie der Wissenschaften der DDR – ein Fallbeispiel für industrienahe Forschung am ZIAC Berlin in den 80er Jahren, in: K. Krug u. H. Bode (Hrsg.), Zeitzeugenberichte IX – Chemische Industrie – Tagung „Industriekreis“ der Fachgruppe „Geschichte der Chemie“, 10. – 16. September 2008, Darmstadt, S. 134–160. GDCh-Monographie Bd. 40, 2009. ISBN 978-3-936028-57-7
- D. Linke: "Deutsch-deutsche Wissenschaftsbeziehungen: Die chemischen Kolloquien des Ortsverbandes Berlin der Chemischen Gesellschaft in der DDR während der 1960er Jahre". In: Ges. Dt. Chemiker, Fachgruppe Geschichte der Chemie, Mitteilungen Nr. 24 (2014), Frankfurt/Main, S. 181–196. ISSN:0934-8506
- D. Linke: "Ivan Nikolov Stranski (1897–1979), der bulgarisch-deutsche 'Großmeister des Kristallwachstums' und sein Wirken im Spannungsfeld von Wissenschaft und Politik", in: H. Schaller, S. Comati, R. Krauß (Hrsg.), Bulgarien-Jahrbuch 2013, Verl. O. Sagner, München-Berlin-Leipzig-Washington 2015, S. 80–104. ISBN 978-3-86688-540-0
- D. Linke: Einfachheit in der Chemie? – Lasst, die ihr eintretet, alle Hoffnung fahren! – Oder doch nicht ganz? In: Herbert Hörz, Werner Krause, Erdmute Sommerfeld (Hrsg.): Einfachheit als Wirk-, Erkenntnis- und Gestaltungsprinzip. Sitzungsberichte Leibniz-Sozietät der Wissenschaften zu Berlin, 2016, Band 125/126, S. 123–149.
- W. Schiller, D. Linke: Von Keramovitronen zu LTCC-Multilayer-Modulen. In: Renate Kießling, Wolfgang Scheinert (Hrsg.): Zeitzeugenberichte XIII – Chemische Industrie. Tagung Industriekreis der GDCh-Fachgruppe Geschichte der Chemie, 14.–16. September 2016 in Hannover, GDCh-Monographie, Bd. 51, S. 316–349.
- Worte des Dankes und der Erinnerung. In: Horst Kant & Gerhard Pfaff (Hrsg.): Von den Mühen der Ebenen und der Berge in den Wissenschaften. Leibniz-Sozietät der Wissenschaften zu Berlin, Sitzungsberichte Band 145, Jahrgang 2021, trafo Wissenschaftsverlag Dr. Wolfgang Weist, Berlin, S. 79–88, ISBN 978-3-86464-182-4.